# CST-100
CST-100 スターライナー (Crew Space Transportation-100) は、ボーイング社がNASAの商業乗員輸送開発 (CCDev) 計画の下で開発したカプセル型有人宇宙船である。想定されている任務は国際宇宙ステーション (ISS) や、民間企業によるビゲロー商業用宇宙ステーションのような宇宙ステーションへ乗員を輸送することである。2024年10月時点で、問題が相次ぎ開発難航のために運用開始時期は未定となっている。

## 概要

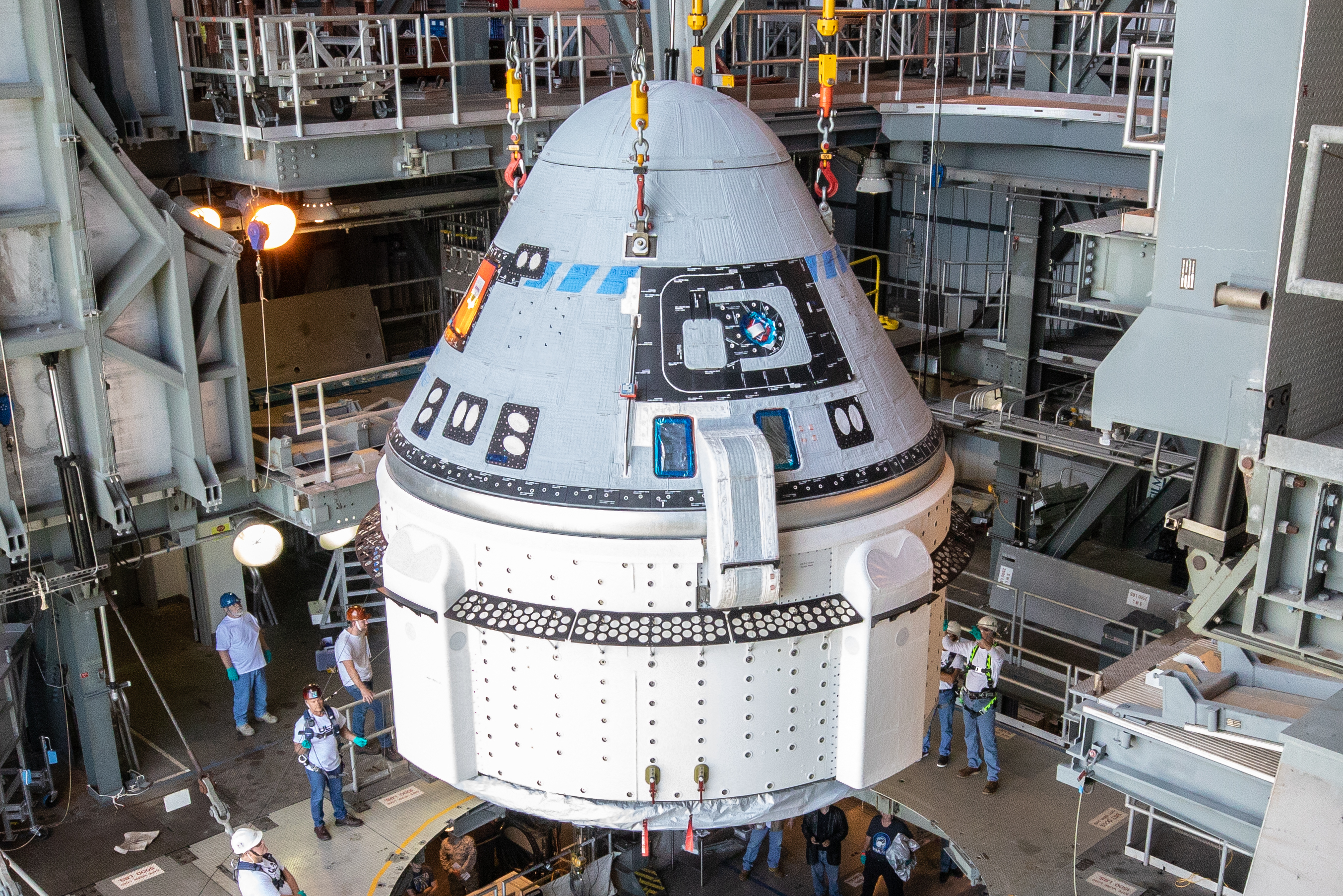
打ち上げ前のスターライナー

外観はロッキード・マーティンがNASAのために開発しているオリオン宇宙船と似たカプセル形状である。正確な寸法は発表されていないがアポロ指令船よりも大きくオリオン宇宙船よりも小さい。 低軌道への輸送のみに使用される予定のため、オリオン宇宙船のような地球外軌道まで飛行するための装置は搭載しない。スターライナーは最大7人の乗員を乗せる事が出来、生命維持装置は低軌道仕様で小型軽量化されるため、室内空間の容積は大きくとれる。
軌道上に最大7ヶ月間（210日間）滞在し、最大10回再使用できるような設計である。
NASAは2010年にCCDev-1契約として、ボーイング社にこの宇宙船の基礎設計として1800万ドルを払った。また2011年のCCDev-2契約では9300万ドルの契約を受注した。6回の定期ミッションについて契約を結んだ総額は、2014年当初42億ドル、追加が行われ45億ドルであった。度重なる開発遅延により2024年8月時点で、超過コストが16億ドルを超え赤字プロジェクトとなっている。
スターライナーはアトラスV、ヴァルカン、とファルコン9を含む様々なロケットに適合するよう設計されるが、当面はアトラスVでの打上げを予定している。
スターライナーはパラシュートで降下した後、6基のエアバッグを展開して衝撃を吸収する形で陸上へ着陸する。非常時には洋上着水も可能であるが、この場合はエアバッグは使わない。打上げ時に使わなかったアボートシステム (LAS)（宇宙船の底部に装着するPusher方式を選定）の推進薬は、宇宙ステーションの高度の引き上げに使う事も可能。

## 開発

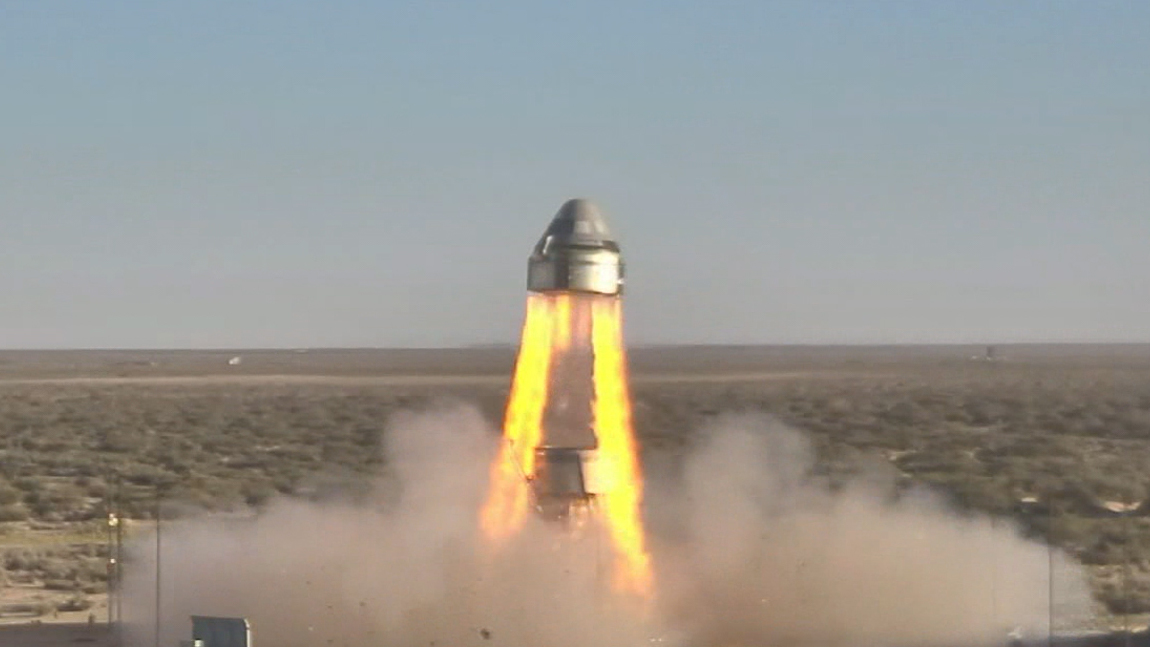
打ち上げ脱出システムの試験

確定契約の全額の支払いを受けるにはCCDev-1のスペース・アクト・アグリーメントで2010年に設定された以下マイルストーンを満たす必要がある。
- 打ち上げ脱出システム (LAS) の押し出し式 (pusher-type) か牽引式 (tractor-style) の比較検討と選定
- システム定義の確認（レビュー）
- 脱出装置の実証試験
- 熱遮蔽（ヒートシールド）の製造の実証
- アビオニクスシステム統合施設の実証
- 乗員モジュール (CM) 与圧壁の組立ての実証
- 着陸システムの実証（落下試験と着水時（にひっくり返らないよう）直立試験）
- 生命維持用の空気再生の実証
- 自動ランデブーとドッキング (AR&D) ハードウェア/ソフトウェアの実証
- 乗員モジュールモックアップの実証[14]

ボーイングはこの計画が承認を受け、十分な予算を確保できた場合は、このカプセルを2015年には運用できるようにする予定だと述べた。この計画はNASAの支援なしでは実現は困難であり、商業利用の観点からは国際宇宙ステーション (ISS) 以外の目的地の確保も必要であるため、ビゲロー・エアロスペースと協力する事は重要であるとも述べた。
2014年9月16日にNASAは、CCDevの第4ラウンドにあたるCCtCAP (Commercial Crew Transportation Capability) プログラムへの参加企業としてボーイング社とスペースX社の2社を選んだと発表した。この契約では、NASAからボーイング社に42億ドル、スペースX社に26億ドルの資金が提供され、NASAの宇宙飛行士を最低1人搭乗させた有人宇宙飛行を最低1回実施してその性能を証明することが定められている。初打ち上げは当初2017年とされていたが、その後の開発の遅れにより2019年12月となった。

## 設計

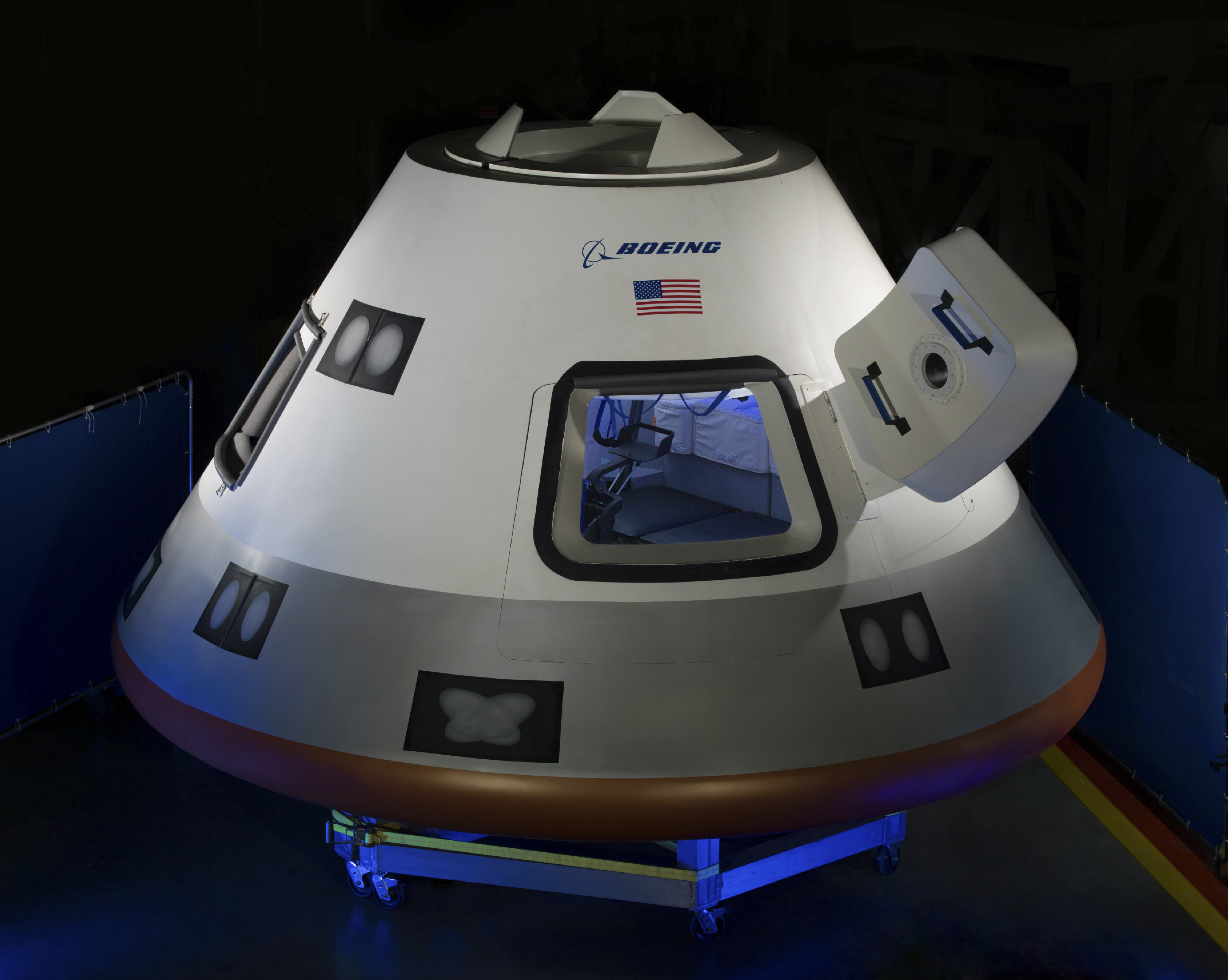
カプセルのモックアップ

ボーイングは、NASAのアポロ計画、スペースシャトル、国際宇宙ステーションや、国防省のオービタル・エクスプレス計画の経験に基づいて本宇宙機を設計している。
スターライナーはオリオン宇宙船からの技術的な流れはないが、ロッキード・マーティン社からの技術支援を受けてビゲロー社が開発を進めていたと伝えられたオリオンの派生機種であるオリオン・ライトと時々混同された。ドッキング機構としてはアンドロジナスドッキング機構を使用し、熱シールドにはボーイング軽量アブレータ (BLA) を使用する。

## 名称
当初のボーイングの報道発表ではCST-100やスターライナーという名称ではなかった。CST-100という名称が世間に最初に伝えられたのはビゲロー・エアロスペースのCEOのRobert Bigelowによるもので、彼は2010年6月にこのカプセルをCST-100と呼称した。CSTは'C'rew 'S'pace 'T'ransportationの略で、数字の100は宇宙空間との境界であるされる高度100 kmのカーマン・ラインをあらわす。
2015年9月4日、ボーイングによりこの宇宙船にスターライナー (Starliner) という名称が与えられたことが発表された。この名称は、同社の歴代の旅客機ストラトライナーやドリームライナーに連なるネーミングとなっている。

## 打ち上げ記録と予定
| 打ち上げ日時 (UTC)     | ミッション名               | 宇宙船名     | 乗員                                      | 期間  | 結果       | 備考 |
| ---------------------- | -------------------------- | ------------ | ----------------------------------------- | ----- | ---------- | --- |
| 2019年11月4日 14:15    | 緊急脱出用ロケット試験     | S1           | N/A                                       | 95秒  | 成功       | ニューメキシコ州ホワイトサンズ・ミサイル実験場で行われた緊急脱出用ロケットの試験。3つのパラシュートのうち1つが、正しく装着されておらず開かなかったが、パラシュートシステムは適切に機能した。 |
| 2019年12月20日 11:36   | Boe-OFT                    | S3.1 Calypso | N/A                                       | 2日   | 部分的失敗 | 無人テスト飛行。打ち上げは成功したが、ミッションの主目的であったISSとのドッキングは、ソフトウェアの不具合により、過剰に推進剤を消費してしまったため、中止された。 |
| 2022年5月19日 22:54:47 | Boe-OFT2                   | S2.1         | N/A                                       | 6日   | 成功       | 2019年12月20日の失敗により、追加の無人テスト飛行が必要と判断された。2021年7月30日の予定が打ち上げ直前にトラブルでキャンセルされた。現地時間で2022年5月19日に打ち上げ成功。米国時間2022年5月20日、ISSにドッキング成功、25日、ニューメキシコ州に着陸し帰還成功。 |
| 2024年6月5日 14:52:14  | Boe-CFT                    | S3.2 Calypso | ブッチ・ウィルモア スニータ・ウィリアムズ | 93日  | 部分的失敗 | Boe-OFTで使われた宇宙船Calypso再利用による、初の有人テスト飛行。アトラスV上段セントールロケットの酸素バルブの問題で修理が必要となって、5月6日の打ち上げが出来ず、その後も数度延期された。打ち上げ後も、ISSへのドッキングは成功したが、軌道上でヘリウム漏れやスラスターの問題が発生。調査のためミッション期間が2ヶ月間を超え大きく延長された。その結果、安全性と性能要件が満たされていないと判断により、2024年9月7日に無人での帰還となった。乗員2名は2025年2月にクルードラゴンCrew-9で帰還予定。 |
| 未定                   | ボーイング スターライナー1 | S2.2         | 4名予定                                   | 6ヶ月 |            | Boe-OFT2で使われた宇宙船再利用による、初の実用ミッション飛行 |
| 2026年前半             | Boeing Starliner-2         |              | 4名予定                                   | 6ヶ月 |            | |
| 2027年                 | Boeing Starliner-3         |              | 4名予定                                   | 6ヶ月 |            | |
| 2028年                 | Boeing Starliner-4         |              | 4名予定                                   | 6ヶ月 |            | |
| 2029年                 | Boeing Starliner-5         |              | 4名予定                                   | 6ヶ月 |            | |
| 2030年                 | Boeing Starliner-6         |              | 4名予定                                   | 6ヶ月 |            | |

## 技術協力
- ビゲロー・エアロスペース
- エアロジェット
- エアボーン・システムズ
- アライアント・テックシステムズ
- スピンクラフト